# Fontrabiouse
Fontrabiouse is een gemeente in het Franse departement Pyrénées-Orientales (regio Occitanie) en telt 111 inwoners (2009). De plaats maakt deel uit van het arrondissement Prades.

## Geografie
De oppervlakte van Fontrabiouse bedraagt 15,2 km², de bevolkingsdichtheid is dus 7,3 inwoners per km².
De onderstaande kaart toont de ligging van Fontrabiouse met de belangrijkste infrastructuur en aangrenzende gemeenten.

## Demografie
Onderstaande figuur toont het verloop van het inwonertal (bron: INSEE-tellingen).